# فيريا (أين)
فيريا (بالفرنسية: Viriat)‏ هي بلدية فرنسية تقع في إقليم الأين في فرنسا. رمز إنسي لها هو:1451. أما الرمز البريدي لها فهو: 1440.

## توأمة
لفيريا (أين) اتفاقيات توأمة مع:
- سوربولو

## أعلام
- غيوم روفين